# Soy tu dueña
Soy tu dueña es una telenovela mexicana producida por Nicandro Díaz González para Televisa, fue transmitida por el Canal de las Estrellas el 19 de abril de 2010. Fue una versión de la telenovela venezolana, La doña producida por RCTV en 1972 escrita por Inés Rodena, que a su vez Televisa realizó esta versión en 1995 con el nombre de La dueña.
Protagonizada por Lucero y Fernando Colunga, con las participaciones antagónicas de Gabriela Spanic, Sergio Goyri, David Zepeda y Jacqueline Andere; con las actuaciones estelares de Eduardo Capetillo, Marisol del Olmo, Julio Alemán, Ana Martín, Eric del Castillo y Silvia Pinal.
Las grabaciones iniciaron el 16 de marzo de 2010 y concluyeron el 29 de octubre.

## Argumento
Valentina, heredera de una fortuna que le dejaron sus padres al fallecer, vive en compañía de su tía, Isabel, y su prima, Ivana. Sin embargo, Ivana vive corroída por la envidia y los celos hacia Valentina, que la hace sentir que ella merece todo lo que su prima posee. Sin embargo, Valentina es una mujer generosa que comparte toda su fortuna con su tía y su prima. Un día, todo cambia en la vida de Valentina: su prometido, Alonso, se confabula con Ivana para tratar de arrebatarle su fortuna, y él la deja plantada en el altar el día de su boda. A partir de ese momento, Valentina pasa de ser una joven dulce y justa a una mujer fría y autoritaria, que se jura a sí misma no volver a enamorarse.
Valentina se aísla de la ciudad y se va a vivir a la hacienda "Los Cascabeles", una de sus propiedades en el campo. Allí conoce a José Miguel, un hombre atractivo, inteligente y sensible quien se enamora de ella inmediatamente. Al principio Valentina quiere convencerse de que lo odia, pero termina reconociendo su amor.
Valentina y José Miguel tendrán que luchar contra su propio orgullo y contra la maldad de Ivana, de Leonor, la madre de José Miguel; y también contra Rosendo, el capataz de la hacienda de Valentina, quien se encapricha con ella.

## Elenco
- Lucero - Valentina Villalba Rangel, La dueña
- Fernando Colunga - José Miguel Montesinos
- Gabriela Spanic - Ivana Dorantes Rangel
- Sergio Goyri - Rosendo Gavilán
- Jacqueline Andere - Leonor de Montesinos
- Silvia Pinal - Isabel Rangel vda. de Dorantes
- David Zepeda - Alonso Peñalvert
- Ana Martín - Benita Garrido
- Eduardo Capetillo - Horacio Acosta
- Julio Alemán - Ernesto Galeana
- Eric del Castillo - Federico Montesinos
- Carlos Bracho - Padre Justino Samaniego #1
- Arsenio Campos - Padre Justino Samaniego #2
- Marisol del Olmo - Gabriela Islas
- Fabián Robles - Felipe Santibáñez
- José Carlos Ruiz - Sabino Mercado
- Paul Stanley - Timoteo
- Ana Bertha Espín - Enriqueta Bermúdez de Macotela
- David Ostrosky - Moisés Macotela
- Claudio Báez - Óscar Ampudia
- Emoé de la Parra - Narda de Ampudia
- Gerardo Albarrán - Nerón Almoguera
- Raúl «Chóforo» Padilla - Padre Ventura Menchaca
- Fátima Torre - Iluminada Camargo
- Rossana San Juan - Crisanta Camargo
- Cristina Obregón - Sandra Enriqueta Macotela Bermúdez
- Marisol Santacruz - Cecilia Rangel de Villalba
- Guillermo Capetillo - Rogelio Villalba
- Diana Osorio - Margarita Corona
- Alejandra Procuna - Brenda Castaño Lagunés
- Anabel Ferreira - Amparo
- Mario del Río - Filadelfo Porras
- Claudia Ortega - Teresa de Granados
- Marina Marín - Loreto de la Fuente
- Eduardo Rivera - Juan Granados
- Diego Ávila - Chuy Granados
- Evelyn Ximena - Teresita Granados
- Alejandro Ruiz - Nazario Melgarejo
- Tony Vela - Comandante Bruno Toledo
- Aurora Clavel - Doña Angustias
- Juan Carlos Serrán - Librado Manzanares
- Myrrah Saavedra - Leonela Lagunes de Castaño
- Nikolás Caballero - Santiaguito Peñalvert Castaño
- Pilar Montenegro - Arcelia Olivares
- Eduardo Rodríguez - Esteban Noguera
- Vicente Herrera - Dante Espíndola
- Tony Bravo - Evelio Zamarripa / Úrsulo Barragán
- Salvador Ibarra - Celso Lagunes
- Martha Julia - Dama de honor #1
- Silvia Ramírez - Dama de honor #2
- Cristina Bernal - Dama de honor #3
- Manola Diez - Dama de honor #4
- Rebeca Mankita - Dama de honor #5
- María Prado - Griselda
- Janet Ruiz - Prisionera
- Adriana Laffan - Prisionera
- La Arrolladora Banda El Limón - Ellos mismos

## Música
| Tema musical                       | Interpete                           |
| ---------------------------------- | ----------------------------------- |
| Golondrinas viajeras               | Joan Sebastian y Lucero             |
| Dueña de tu amor                   | Lucero                              |
| Temas inéditos                     | Gabriela Spanic y Eduardo Capetillo |
| Música incidental de la telenovela | Adolorido                           |

## Premios y nominaciones

### Premios ACE 2011
| Categoría        | Persona          | Resultado |
| ---------------- | ---------------- | --------- |
| Mejor telenovela | Nicandro Díaz    | Ganador   |
| Mejor actriz     | Lucero           | Ganadora  |
| Mejor dirección  | Salvador Garcini | Ganadora  |

### Premios TVyNovelas 2011
| Categoría                  | Nominado(a)       | Resultado |
| -------------------------- | ----------------- | --------- |
| Mejor telenovela           | Nicandro Díaz     | Nominado  |
| Mejor actriz               | Lucero            | Nominada  |
| Mejor actor                | Fernando Colunga  | Ganador   |
| Mejor actriz antagónica    | Jacqueline Andere | Nominada  |
| Mejor actor antagónico     | Sergio Goyri      | Nominado  |
| Mejor actor coestelar      | David Zepeda      | Nominado  |
| Mejor primera actriz       | Ana Martín        | Nominada  |
| Mejor primera actriz       | Silvia Pinal      | Nominada  |
| Mejor primer actor         | Eric del Castillo | Nominado  |
| Mejor revelación femenina  | Fátima Torre      | Ganadora  |
| Mejor revelación masculina | Paul Stanley      | Ganador   |

### Califa de Oro 2010
| Categoría          | Persona           | Resultado |
| ------------------ | ----------------- | --------- |
| Mejor primer actor | Eric del Castillo | Ganador   |

### TV Adicto Golden Awards
| Año  | Categoría                    | Nominados               | Resultado |
| ---- | ---------------------------- | ----------------------- | --------- |
| 2010 | Mejor villano                | Sergio Goyri            | Ganador   |
| 2010 | Mejor protagonista masculino | Fernando Colunga        | Ganador   |
| 2010 | Mejor Protagonista femenina  | Lucero                  | Ganadora  |
| 2010 | Mejor pareja                 | Lucero Fernando Colunga | Ganadores |
| 2020 | Mejor repetición             | Soy tu dueña            | Ganador   |

### Premios ASCAP
| Año  | Categoría                   | Trabajo          | Resultado |
| ---- | --------------------------- | ---------------- | --------- |
| 2011 | Mejor canción de telenovela | Dueña de tu amor | Ganadora  |

## Otras versiones
- La doña, producida por RCTV en 1972 escrita por Inés Rodena. La telenovela fue dirigida por Arquímedes Rivero, producida por Román Chalbaud y protagonizada por Lila Morillo y Elio Rubens.
- Televisa realizó su primera versión en 1978 titulada Doménica Montero, dirigida por Lorenzo de Rodas, producida por Valentín Pimstein y protagonizada por Irán Eory, Rogelio Guerra y Raquel Olmedo.
- Amanda Sabater, telenovela venezolana hecha por RCTV en 1989, dirigida por Gabriel Walfenzao y protagonizada por Maricarmen Regueiro e Ivan Moros.
- RCTV Venezuela realizó en 1995 una versión libre de esta telenovela titulada El desafío, producida por Carlos Lamus y Hernando Faria, dirigida por Renato Gutiérrez y protagonizada por Caluda Venturini, Henri Soto y Mimí Lazo.
- En 1995, Televisa realizó la segunda versión, La dueña bajo la producción general de Florinda Meza, protagonizada por Angélica Rivera, Francisco Gattorno y Cynthia Klitbo.
- La cadena brasileña SBT realizó en 2001 titulada Amor e Ódio, dirigida por Jacques Lagôa, Henrique Martins y Antonino Seabra, producida por David Grimberg y Gilberto Nunes y protagonizada por Suzy Rêgo, Daniel Boaventura y Viétia Rocha. Basándose en los libretos de La dueña.